# مارشال جونستون
مارشال جونستون هو لاعب هوكي الجليد كندي، ولد في 6 يونيو 1941 في Birch Hills ‏ في كندا.

## وصلات خارجية
- مارشال جونستون على موقع دوري الهوكي الوطني (الإنجليزية)
- مارشال جونستون على موقع قاعة مشاهير الهوكي (لاعب أن.إتش.أل) (الإنجليزية)
- مارشال جونستون على موقع EliteProspects.com (الإنجليزية)
- مارشال جونستون على موقع HockeyDB.com (الإنجليزية)
- مارشال جونستون على موقع Hockey-Reference.com (الإنجليزية)
- مارشال جونستون على موقع أوليمبيديا (الإنجليزية)